# 요네카와촌 (야마구치현 구가군)
요네카와촌(米川村)은 야마구치현 구가군에 설치되었던 촌이다. 현재의 이와쿠니시에 해당한다.

## 역사
- 1889년 4월 1일 - 정촌제 시행에 의해 구가군 요네카와촌이 성립하였다.
- 1955년 4월 1일 - 다카모리정, 소오촌, 가와고에촌과 합병 슈토정이 성립, 동일 요네카와촌은 폐지되었다.

## 교통

### 철도
- 일본국유철도
  - 간토쿠선

### 도로
- 국도 제2호선

## 참고문헌
- 角川日本地名大辞典 35 山口県